# Видимость (геометрия)
Видимость в геометрии — это математическая абстракция реального понятия видимости.
Если задано множество препятствий в евклидовом пространстве, говорят, что две точки пространства видят друг друга, если отрезок, соединяющий их, не пересекает ни одно из препятствий. (В земной сфере свет слегка искривляется и его путь не вполне предсказуем, что затрудняет вычисление истиной видимости.)
Вычисление видимости является базовой задачей вычислительной геометрии и имеет приложения в  компьютерной графике, планировании движений и других областях.

## Концепции и задачи
- Видимость точки
- Видимость ребра[1][2]
- Многоугольник видимости
- Слабая видимость (геометрия)
- Задача о картинной галерее или музейная задача
- Граф видимости
- Задача маршрута караульного[англ.]
- Приложения компьютерной графики:
  - Определение скрытых поверхностей[англ.]
  - Удаление невидимых линий[англ.]
  - Z-буферизация
  - Портальная платформа[англ.]
- Звёзообразный многоугольник[англ.]. Не путать со звёздчатыми многоугольниками
  - Ядро многоугольника
- Isovist[англ.]
- Панорама

### Программное обеспечение
- VisiLibity: A free open source C++ library of floating-point visibility algorithms and supporting data types Архивная копия от 18 января 2018 на Wayback Machine